# Хубутія Акакій Онісейович
Акакій Хубутія (груз. აკაკი_ხუბუტია, нар. 17 березня 1986, Сухумі) — грузинський футболіст, захисник «ВПК-Агро». Виступав, зокрема, за клуб «Динамо» (Тбілісі), а також національну збірну Грузії.

## Клубна кар'єра
Розпочав свою кар'єру в клубі «Норчі Дінамоелі», а згодом грав за резервні команди Тбілісі «Локомотив» і «Динамо». У другій половині 2004 року він грав у Білорусі за «Зірку-БДУ», потім перейшов у литовський ФБК «Каунас», де здебільшого грав в оренді зі інші литовські клуби — «Невежис», «Шилутє» та «Вільнюс». У 2007 році він повернувся в Каунас і допоміг йому стати національним чемпіоном, а наступного року виграв і Кубок Литви.
У 2009 році, після того як «Каунас» було відправлено до третього литовського дивізіону, Хубутія став гравцем румунського клубу «Газ Метан», де швидко закріпився в основі. Він провів сезон 2011/12 у турецькому клубі Суперліги «Самсунспор», потім повернувся в «Газ Метан».

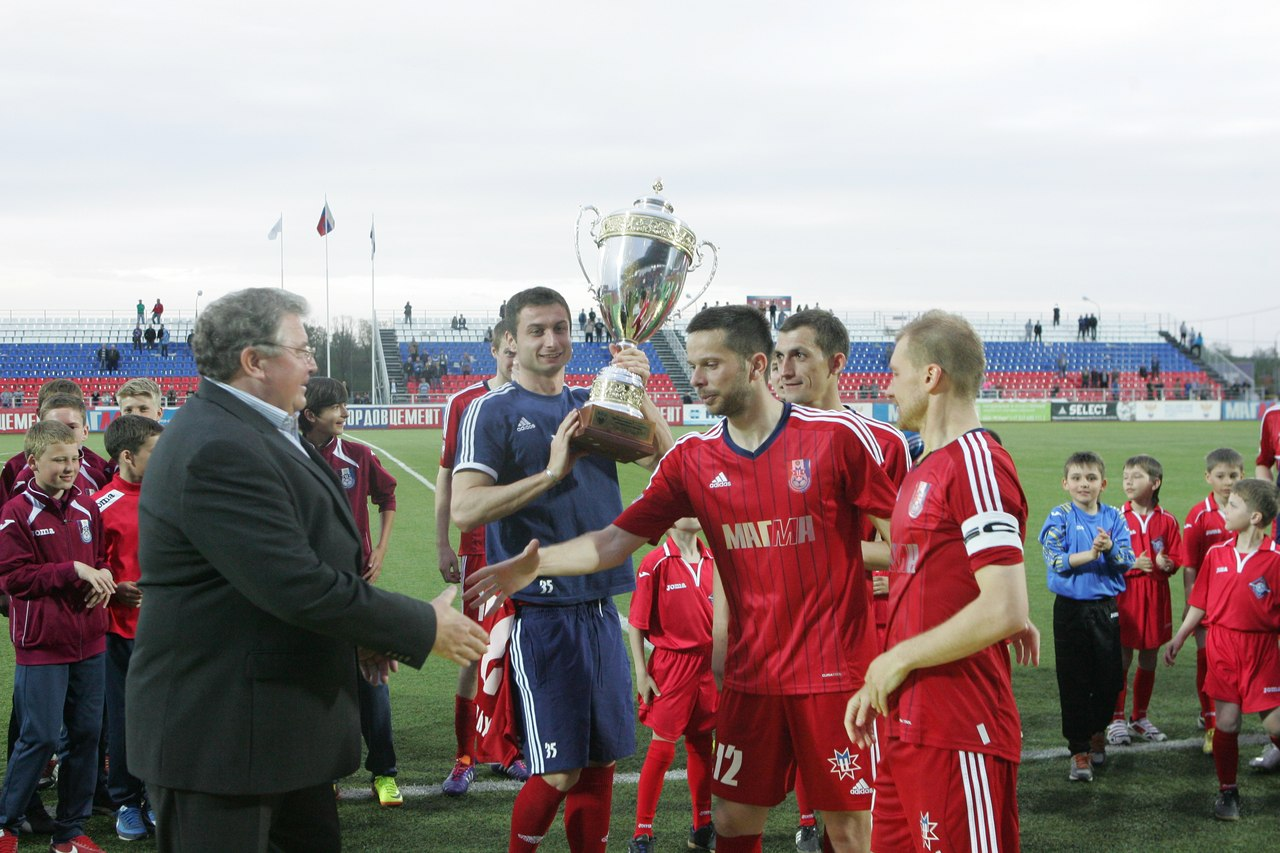
Акакій Хубутія з трофеєм переможця чемпіонату ФНЛ. 2014 рік.

Взимку 2013 року Акакій взяв участь в кіпрському і турецькому зборах російської «Мордовії», а 20 лютого уклав з російської командою контракт на півтора року За результатами сезону 2012/13 команда вилетіла з Прем'єр-ліги, але грузин залишився у клубі і допоміг «Мордовії» на наступний рік повернутися в елітний дивізіон, вигравши чемпіонат ФНЛ.
У другій половині 2014 року був гравцем ізраїльського клубу «Хапоель» (Петах-Тіква), за який зіграв лише кілька матчів у Кубку Тото. Першу половину 2015 року провів у грецькій «Керкірі», у сезоні 2015/16 був гравцем словацького «Земпліна» .
У 2016 році він на деякий час повернувся в «Динамо» (Тбілісі). Відіграв за тбіліських динамівців наступний сезон своєї ігрової кар'єри, а згодом знову став гравцем «Газ Метана». На початку 2018 року він приєднався до іншого румунського клубу «Полі Тімішоара», але зіграв лише у двох матчах, а наприкінці року приєднався до грузинського клубу «Руставі».
У лютому 2019 року він підписав контракт з білоруським клубом «Вітебськ». Він був одним із головних захисників вітебської команди і відіграв за команду з Вітебська 22 матчі в національному чемпіонаті. У грудні 2019 року, відмовившись від контракту, він покинув Вітебськ.
31 березня 2021 року підписав контракт з клубом української Першої ліги «ВПК-Агро». Того ж дня дебютував за клуб у матчі чемпіонату проти клубу «Гірник-Спорт» (2:1), вийшовши на заміну на 87 хвилині замість Олександра Беляєва.

## Виступи за збірну
У період з 2002 по 2004 рік викликався до юнацьких збірних Грузії до 17 і до 19 років, а з 2004 по 2007 рік виступав за молодіжну збірну Грузії.
17 листопада 2010 року дебютував в офіційних іграх у складі національної збірної Грузії в товариському проти Словенії (2:1).

## Досягнення
- Чемпіон Литви: 2007 рік
- Срібний призер чемпіонату Литви : 2008 рік
- Володар Кубка Литви: 2008 рік
- Переможець чемпіонату ФНЛ: 2013/14